# Служба вентиляції і техніки безпеки
Слу́жба вентиля́ції і те́хніки безпе́ки (ВТБ) (Пиловентиляційна служба) (рос. пылевентиляционная служба, англ. dust-ventilation service; нім. Staub-Ventilationsdienst m, Staubwetterdienst m) — підрозділ (служба) на шахті, основне завдання якого полягає в забезпеченні провітрювання і пиловибухозахисту гірничих виробок. Контролює вміст метану і ступінь запиленості шахтного повітря, пиловибухобезпеку гірничих виробок, дотримання пилогазового режиму, стан вентиляційних виробок, споруд і пристроїв, а також виконання заходів щодо боротьби з пилом як проф. шкідливістю (профілактика пневмоконіозу) тощо.